# Pau Garsaball i Torrents
Pau Garsaball i Torrents (Granollers, 19 d'abril de 1920 - Barcelona, 8 de desembre de 1991) fou un actor, empresari i director teatral català. Estudià a l'Institut del Teatre de Barcelona i el 1946 debutà en teatre castellà, però passà al català tan aviat com les autoritats franquistes ho permeteren, amb obres de Josep Maria de Sagarra o en Bala perduda (1950), de Lluís Elias.
A partir de 1963 decidí de dedicar-se empresarialment al teatre i es feu càrrec de l'empresa del Teatre Romea, on creà les sessions Dilluns del Romea per a grups de cambra i amateurs i el 1964 hi estrenà En Baldiri de la costa, amb èxit comercial. També fou empresari del Teatre CAPSA de Barcelona, on assolí èxits amb obres teatrals renovadores, com El retaule del flautista (1972), de Jordi Teixidor. A partir dels anys 70 va participar en diverses pel·lícules i en obres de teatre de Televisió de Catalunya. El 1983 va rebre la Creu de Sant Jordi i el 1990 el Premi Nacional d'Interpretació Teatral.

## Trajectòria professional

### Teatre
- 1941. La casa de la Troya. Teatre Poliorama de Barcelona.
- 1946, 5 de juliol. L'hostal de la Glòria de Josep Maria de Sagarra. Reposició al Teatre Barcelona.
- 1948, 15 de desembre. Galatea de Josep Maria de Sagarra (en el personatge de Jeremies). Estrenada al Teatre Victòria de Barcelona.
- 1949, 17 de novembre. L'hereu i la forastera de Josep Maria de Sagarra (en el personatge de Raimon del Pradell). També en feu la direcció. Estrenada al Teatre Romea de Barcelona.
- 1950, 18 d'abril. Els comediants de Josep Maria de Sagarra (en el personatge de Roland). Estrenada al Teatre Romea de Barcelona.
- 1950, 9 de novembre. Les vinyes del Priorat de Josep Maria de Sagarra (en el personatge de Valentí). Estrenada al Teatre Romea de Barcelona.
- 1951, 6 de febrer. Bala perduda de Lluís Elias. Estrenada al Teatre Romea, de Barcelona.
- 1951, 25 d'octubre. El personatge d'Ernest a l'obra La cura d'amor de Jaume Villanova i Torreblanca. Estrenada al teatre Espanyol del Paral·lel, Barcelona.
- 1954. ¡Blum!. Estrenada al Teatre Comèdia de Barcelona.
- 1956, octubre. El sombrero de paja d'Eugène Labiche. Adaptació de Tono. Estrenada al Teatre Talia, de Barcelona.
- 1956, octubre. Béseme usted de José Juan Cadenas. Estrenada al Teatre Talia, de Barcelona.
- 1961, setembre. L'hereu i la forastera, de Josep Maria de Sagarra. Teatre Romea, de Barcelona.
- 1963, 29 d'octubre. Don Joan de Ferran Soldevila. Estrenat al Teatre Romea, de Barcelona.
- 1963, 13 de desembre. Perruqueria de senyores de Rafael Anglada. Estrenada al Teatre Romea, de Barcelona.
- 1965. En Baldiri de la costa de Joaquim Muntañola. Direcció de Francisco Díaz. Estrenada al Teatre Talia de Barcelona.
- 1966. Ja tenim 600 de Joaquim Muntañola.
- 1966. Demà és festa de Jaume Ministral i Masià. Teatre Talia, de Barcelona.
- 1968, 3 de maig. Quines mans té el doctor! de Ramon Folch i Camarasa. Estrenada al teatre Talia de Barcelona.
- 1970. Caviar o llenties. Estrenada al teatre CAPSA de Barcelona.
- 1972. El retaule del flautista de Jordi Teixidor.
- 1978. Tartuf de Molière, adaptat per Sergi Schaaf.
- 1979. Hamlet de William Shakespeare, adaptat per Terenci Moix.
- 1982. La noche de los cien pájaros de Jaume Salom.
- 1983. El cafè de la marina de Josep Maria de Sagarra.
- 1984. L'auca del senyor Esteve de Santiago Rusiñol.
- 1989 Ai, Carai ! de Josep Ma Benet i Jornet

### Cinema
- 1976. La ciutat cremada d'Antoni Ribas.
- 1978. La verdad sobre el caso Savolta d'Antonio Drove.
- 1979. Companys, procés a Catalunya de Josep Maria Forn i Costa.
- 1982. Viatge a la darrera estació d'Albert Abril.
- 1984. Victòria! d'Antoni Ribas.

### Discografia
- 1965. En Baldiri de la costa. Monòlegs i il·lustracions de Joaquim Muntañola: "En Baldiri ve de l'hort" i "En Baldiri i el ministre". Marfer M.609. 17 cm. 45 rpm.
- 1962. Poemes de J. M. de Sagarra amb la veu del poeta === i de Pau Garsaball. Segell: Ediphone (Sèrie Especial Edigsa). EP 33 RPM